# 85号亚利桑那州州道
85号亚利桑那州州道（英語：Arizona State Route 85，SR85）是一条南北走向的亚利桑那州州级公路，全长128.86英里（207.38）起自美墨邊界的盧克維爾，北至馬里科帕縣巴克艾接10號州際公路（I-10）。85号亚利桑那州州道在希拉本德有出入口接8號州際公路（I-8），可作为I-10上的凤凰城经I-8通向尤馬和圣迭戈的捷径。